# Державна премія УРСР імені Тараса Шевченка — лауреати 1973 року
Державна премія УРСР імені Тараса Шевченка 1973 року

## Список лауреатів
| Галузь                           | Лауреат                                                                           | Обґрунтування |
| -------------------------------- | --------------------------------------------------------------------------------- | --- |
| Література                       | Кость Гордієнко                                                                   | за роман-трилогію «Чужу ниву жала», «Дівчина під яблунею», «Буймир»                                                                       |
| Література                       | Микола Ушаков                                                                     | за збірки поезій «Мои глаза», «Я рифмы не боюсь глагольной» і багаторічну плідну діяльність у галузі перекладів з української літератури. |
| Образотворче мистецтво           | скульптори: Віктор Мухін Василь Федченко Ілля Овчаренко Іван Чумак                | за монумент «Україна — визволителям» у с. Міловому Ворошиловградської області.                                                            |
| Образотворче мистецтво           | архітектори: Георгій Головченко Анатолій Єгоров Іван Мінько                       | за монумент «Україна — визволителям» у с. Міловому Ворошиловградської області.                                                            |
| Концертно-виконавська діяльність | Дмитро Гнатюк                                                                     | за виконавську діяльність 1971—1972 років.                                                                                                |
| Кінематографія                   | Михайло Ткач (автор сценарію) Олександр Косинов (режисер) Ігор Писанко (оператор) | за повнометражний документальний фільм «Радянська Україна».                                                                               |